# Agar-agar
L'agar o també denominat agar-agar (del malai agar-agar, que significa "gelea"), altrament conegut sota nom de "gelosa", "gelosina", "gelatina vegetal" i "gelatina xinesa" o "gelatina japonesa", entre d'altres, degut al seu origen asiàtic, és un polisacàrid natural que s'obté de les parets cel·lulars d'algunes espècies d'alga vermella, en particular dels gèneres Gelidium, Eucheuma i Gracilària.
Aquest va ser descobert de forma inesperada al Japó i avui dia es comercialitza internacionalment per usos diversos com a producte d’origen asiàtic. 
Gràcies a l’aparició de noves tècniques analítiques al cap dels anys, s'ha conclòs que l’agar està format principalment d’agarosa i d’agaropectina. Aquests últims són dos polisacàrids que pateixen diverses alteracions en la seva composició i estructura, ja que se sotmeten a canvis seguits de temperatura, o a altres tractaments, durant el procés d’elaboració. Això fa que l’agar adquireixi unes característiques i un comportament que també li permetin classificar-se com a una substància gelatinosa.
A més, l’agarosa i l’agaropectina són els principals contribuents, entre d'altres, en les diferents propietats de l’agar, com són la capacitat de gelificar-se, la resistència del gel, la solubilitat, la viscositat…

Aquesta capacitat de gelificar-se el converteix en un recurs àmpliament habitual en la indústria alimentària. Tanmateix, és especialment utilitzat en microbiologia i biotecnologia, ja que no té un valor nutritiu pels microorganismes (bacteris i fongs, però per a virus no), en cosmètica i en la indústria farmacèutica, entre d'altres. A part, com que és ric en fibra i altres micronutrients essencials, fan d’ell una substància beneficiosa per la salut.

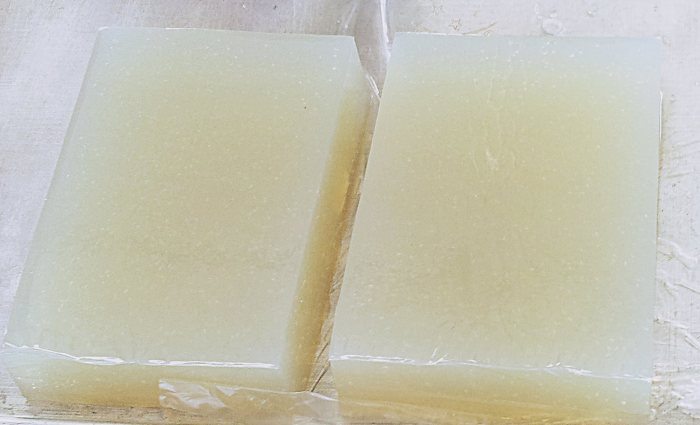
Gelatina d'agar

## Història[2][3][4]
L'agar té els seus orígens al Japó a mitjan segle XVII, en el que avui és Kyoto. Segons la història documentada, un posador, Minoya Tarozaemon, el va descobrir accidentalment quan estava servint a un senyor feudal un plat que contenia algues Gelidium i les sobres del plat en quedar exposades al fred de la nit es van transformar en una substància blanca porosa i esponjosa, que en bullir-se en aigua i refredar-se tornava a tenir la textura de gel. En Shimizu-mura, el Japó, es troba un monument que commemora la primera fabricació comercial de l'agar duta a terme per un parent de Tarozaemon, Miyata Hanbei de Aza Shiroyama.
El consum de extractes d'algues similars a gel d'agar probablement es remunta a temps prehistòrics en moltes de les zones costaneres, i encara el seu consum es practica avui dia en molts àmbits.
L'agar es va introduir per primera vegada en l'Extrem Orient i posteriorment a la resta de països amb producció d'algues agaròfites. A Europa, el seu ús es va introduir en 1859 pel francès Anselme Payen com a aliment xinès i l'any 1882 es va començar a utilitzar s'estava utilitzant per a medis de cultiu bacterians i les seves aplicacions microbiològiques pel microbiòleg alemany Walther Hesse, un assistent que treballava en el laboratori de Robert Koch. L'agar era ideal perquè els microorganismes poguessin créixer a altes temperatures, ja que aquest no es fon enfront d'altes temperatures.
En els últims tres segles, fins a mitjan segle xx, el Japó va monopolitzar la producció d'agar. Abans de la guerra, la Xina era un bon client de l'agar japonès, a més de comercialitzar internacionalment l'agar a Europa. Després de la Segona Guerra Mundial molts països van començar a produir agar.
Avui dia, hi ha diversos països que exporten l'agar a més del Japó, com la Xina, Corea del Sud, Espanya, Xile o el Marroc, entre d'altres.

## Composició química[6]
La investigació i la recerca del coneixement de l'estructura i la composició de l’agar es va iniciar al s. XIX i s'estén fins al dia d’avui, tot i que els grans descobriments van tenir lloc entre el s. XIX i el s. XX. Al principi, la investigació es va enfocar a identificar els components principals de l’agar i es va concloure que, a escala química, els components fonamentals de l’estructura de l’agar són la D-galactosa, el 3,6-anhidro-L-galactosa i el sulfat.
Més tard, amb l’aparició de noves tècniques d’anàlisi, especialment l'espectroscòpia de RMN de 13C, es va poder constatar que aquests components químics essencials s'organitzen per formar dues grans categories primordials i més complexes de polisacàrids, que són l’agarosa i l’agaropectina.
L’agarosa (aprox. 70% de l’agar) és un polisacàrid format per unitats repetitives de disacàrids d’agarabiosa. L’agarabiosa està formada per dues subunitats: la β-D-galactopiranosa i la 3,6-anhidro-α-L-galactopiranosa, les quals estan unides per enllaços α-(1 → 3) i β-(1 → 4), respectivament. L’agarosa presenta una alta capacitat de dissoldre’s en aigües d’elevada temperatura, en canvi, una baixa solubilitat en aigües de baixa temperatura. Quan es dissol en aigua calenta i seguidament en aigua freda provoca una organització espacial i unes interaccions entre la β-D-galactopiranosa i la 3,6-anhidro-α-L-galactopiranosa que permeten que l’agar presenti la seva qualitat essencial, que és la capacitat gelificant de l’agar.
Tanmateix, aquesta estructura i capacitat gelificant li permet ser una eina indispensable en moltes tècniques de laboratori del camp de la biologia molecular, la bioquímica i la biologia cel·lular, com són l'electroforesi d’àcids nucleics, les plaques de gel o recobriment de cèl·lules en cultius de teixits, els medis de cultiu cel·lular i tècniques de separació i purificació d'àcids nucleics i proteïnes (les cromatografies).
D’altra banda, l’agaropectina (aprox. 30% de l’agar) és un polisacàrid més variat que conté una estructura semblant a la de l’agarosa, ja que també està formada per galactoses alternades, però amb una alta abundància de grups àcids (l’agarosa és químicament neutre), com són el grup del sulfat, el del piruvat i el del gluconat. A més, l’agaropectina és més variada i ramificada que l’agarosa, que acompanyat de les propietats dels seus grups àcids, provoquen que l’agaropectina sigui menys hàbil per solidificar-se en forma de gel, no obstant això, li atribueixen uns comportaments fisicoquímics imprescindibles diferents, com són la solubilitat, el seu punt de fusió i la seva interacció amb altres molècules carregades.
Llavors, a diferència de l’agarosa, l’agaropectina no és tan adequada en tècniques que exigeixen xarxes gelificades. És usual, però, que es desenvolupi en mètodes d’anàlisi basats en propietats elèctriques.
Per tant, és gràcies a les diverses investigacions que s'han realitzat que actualment es pugui arribar a tenir coneixement sobre l’estructura i la composició de l’agar, cosa que ens facilita saber a quines aplicacions pot ser una eina clau.

## Propietats de l'agar

### Capacitat de gelificació, temperatures de gelificació i fusió i modificació alcalina[6][8]
Gràcies a la composició química de l’agar, en especial, l’estructura de l’agarosa, l’agar és capaç de gelificar-se. A temperatures altes (90 – 95 °C) i que són superiors al punt de fusió del gel, les cadenes d’agar adopten una organització desordenada i en forma d’espiral, tot això en estat líquid. Seguidament, si es redueix la temperatura les cadenes es comencen a ordenar i formen una xarxa tridimensional. En aquesta estructura les cadenes d’agar es presenten com a cadenes de doble hèlixs i els seus extrems no tan condensats actuen com a lloc d’unió per a altres cadenes d’agar. Si realitzem un refredament addicional els punts d’unió anteriors es compacten i s'agreguen, fent que la xarxa sigui més compacte i, com a resultat, obtenim un gel molt més resistent. A més, la xarxa tridimensional reté les molècules d’aigua i permet l’obtenció de gels termoreversibles.
La composició química de l’agar varia en funció de l'espècie a partir del qual s'ha obtingut i, per tant, també varia la temperatura de gelificació i de fusió i, en conseqüència, la capacitat de gelificació. La diferència entre aquestes dues temperatures es coneix com a histèresi. És per això que en funció de l’espècie d’alga vermella obtindrem un agar amb unes característiques en concret o amb unes altres.
Alguns gels obtinguts a partir de les algues de l’espècie Gracilaria són molt febles. Això es deu a la presència de sulfat en el Carboni 6 de la L-galactopiranosa, que indueix una distorsió que impedeix la formació de la doble hèlix. Afortunadament, es pot solucionar gràcies a la realització d’una modificació alcalina, en la que s'eliminen les distorsions (sulfat) i es tanca l’anell per formar el 3,6-anhidro-α-L-galactopiranosa, presentat així la xarxa tridimensional una resistència adequada. També, es pot fer in vivo gràcies a l’enzim dekinkase. Això permet que es puguin utilitzar totes les espècies d’algues vermelles per a obtenir gels de gran fortalesa.

### Resistència del gel
La resistència i la fortalesa del gel està determinat per diversos factors: la concentració d’agar (com més concentració millor), l’espècie d’alga a partir de la qual s'obté el gel, el seu lloc de creixement, el període de l’any en què es recull (entre juny i agost obtenim més rendiment), el procés de producció i els tractaments aplicats i la maduresa de la planta.

### Viscositat i pes molecular
El pes molecular depèn de molts factors, però el seu valor estàndard és entorn 336.337g/mol.
La viscositat està directament relacionada amb el pes molecular, per contrari, la viscositat es menor a mesura que la resistència del gel augmenta. La viscositat a una concentració del 1%  d’agar (1 gram d’agar per cada 100mL d’aigua) és de 10-15 cp.

### Solubilitat
La solubilitat de l’agar depèn de la seva composició química, però de manera habitual presenta una alta capacitat de dissoldre’s en aigües d’elevada temperatura, en canvi, una baixa solubilitat en aigües de baixa temperatura. En altres medis, com els alcohols o solucions orgàniques, l’agar presenta una baixa solubilitat. Si es realitzen tractament com la modificació alcalina la solubilitat varia.

## Propietats i informació nutricional
| Nutrient              | Quantitat |
| --------------------- | --------- |
| Calories              | 26 kcal   |
| Greixos totals        | 0 g       |
| · Greixos saturats    | 0 g       |
| Carbohidrats (totals) | 7 g       |
| · Fibra alimentària   | 0,5 g     |
| · Sucre               | 0,3 g     |
| Proteïnes             | 0,5 g     |
| Sodi                  | 9 mg      |
| Potassi               | 226 mg    |
| Calci                 | 54 mg     |
| Ferro                 | 1,9 mg    |
| Magnesi               | 67 mg     |
| Vitamina C            | 0 mg      |
| Vitamina D            | 0 IU      |
| Vitamina B6           | 0 mg      |
| Vitamina B12          | 0 µg      |

L'agar està compost principalment d'agarosa i d'agaropectina. Desafortunadament, aquests polisacàrids en particular no són útils com a font d'energia, que és el recurs que s'utilitza perquè es puguin dur a terme la majoria de funcions biològiques de l’ésser humà.
No són adients com a subministrament energètic i, per tant, no es consideren totalment carbohidrats nutricionals. Això es deu al fet que l’ésser humà té una baixa quantitat d’enzims capaços de degradar l’agarosa i l’agaropectina adequadament, ja que aquests són més habituals en altres tipus d’organismes, en els microorganismes agarolítics, com per exemple Saccharophagus degradans i Streptomyces coelicolor, els quals produeixen l’agarasa que té la funció de degradar l’agar. Cal afegir que hi ha molts microorganismes agarolítics, els quals cadascun té el seu mecanisme de degradació i, que hi ha diversos tipus d’agarasa.
Que no es pugui degradar correctament l’agar comporta que no es dugui a terme el seu catabolisme, ja que és limitat, i es mantenen il·lesos, sense contribuir significativament en termes calorífics.
En conseqüència, l’agar conté una proporció de carbohidrats beneficiosos molt baixa, els quals s'assimilen com a fibres dietètiques i que no es digereixen en el procés metabòlic dels humans.
La informació nutricional de l’agar es mostra a la Taula 1. Aquests valors nutricionals ens evidencien que l’agar és una substància molt avantatjosa per la salut.

## Elaboració[4]
En japonès, l'agar es diu Kanten, que significa cel congelat, per la forma en la qual es fabrica. Artesanalment, es fabrica congelant i descongelat el gel extret en camp obert. Aquesta tècnica va ser registrada per Tarazaemon Minoya en 1658, i consisteix a realitzar rentades acurades de l'alga Gelidium amansii utilitzant eines similars utilitzades per a rentar fulles de te. A continuació se seleccionen les algues per a eliminar qualsevol resta no desitjada
El líquid extret es filtra a través de bosses de cotó calent, i s'aboca en recipients de fusta perquè el gel es refredi. Els gels refredats es tallen en galledes o tires i es col·loquen en graelles de bambú i es deixen congelar a la nit a la intempèrie. Passades una o dues nits, quan l'agar es troba totalment congelat, es descongela ruixant aigua sobre ell, i es deixa assecar al sol.
Aquest mètode tradicional es va emportar durant la Segona Guerra Mundial i fins a 1960, però depenia de les condicions climàtiques i, per això, la qualitat del producte era irregular.
Avui dia l'agar industrial es produeix en plantes amb mesures estandarditzades, a més de complir amb mesures sanitàries i biològiques. Existeixen diversos mètodes d'extracció i producció de l'agar, que han anat canviant amb el temps.

### Mètode de congelació-descongelació[2]
Aquest mètode era el que tradicionalment s'utilitzava per a l'agar natural. American Agar & Co. (Sant Diego, EUA) van ser els que van començar a fabricar l'agar industrialment en tancs de congelació similars als que utilitzen per a fer barres de gel. L'extracte d'algues conté entre un 1-2% d'agar pel qual per a augmentar la concentració es descongela i mitjançant centrifugació es cola per a augmentar la concentració entre un 10% i un 12%.

### Extracció mitjançant pressió
L'extracció mitjançant pressió de l'agar és usualment utilitzada per a extreure algues rígides, a més que augmenta el rendiment i es redueix el temps de processament. El principal inconvenient d'utilitzar aquest mètode és que pot danyar l'agar extret, per la qual cosa és essencial optimitzar les condicions del procés segons el tipus d'alga.

### Tractament àlcali d'algues marines
Aquest mètode d'extracció va ser desenvolupat per Takashi Kojima i Funaki en l'Institut de Tecnologia de Tòquio, el qual va ser clau després de la Segona Guerra Mundial, ja que es va ajudar a millor la qualitat de l'agar en algues com Gracilaria verrucosa. Consisteix en un tractament amb hidròxid de sodi a 85-80 °C i calci que elimina sulfats i converteix polisacàrids no gelificants en agar gelificant.
L'ús d'algues sense refinar que estaven cobertes de terra i sorra protegeix l'agar durant el procés d'extracció, la qual cosa provoca que augmenta la força i rendiment del gel a causa de la reducció de agaropectina i sulfats.

### Extracció per ús de polifosfats i altres
L'ús de fosfats o fosfats condensats és molt efectiu per a extreure agar d'algues rígides. L'extracció és més eficient amb fosfats de major condensació. Els polifosfats segresten el ferro ionitzat dels extractes, la qual cosa millora el color blanc de l'agar.
Existeixen altres mètodes d'extracció com l'ús de cel·lulases o radiació-gamma, però no s'utilitzen en la indústria.
A continuació de l'extracció de l'agar de les algues es fa un procés de cocció per a extreure l'aigua i després es realitza la filtració de l'agar. Les fàbriques modernes utilitzen filtres de premsa automàtics que contenen materials auxiliars com a silicat per a millorar l'eficiència.
Després de la filtració és necessari deshidratar el gel. Antigament, es realitzava mitjançant la congelació del líquid filtrat, sobretot per a la producció d'agar estil "escombri" (Kaku-kanten)  i "en fils (Hoso-kanten). L'aigua s'elimina mitjançant aquest mètode per sublimació vaporatge i degoteig en descongelar. Era especialment útil en zones fredes on el degoteig es produeix amb major freqüència. A les fàbriques modernes s'utilitzen mètodes mecànics per a deshidratar l'agar: l'assecatge per aspersió i l'assecatge al buit.

## Aplicacions

### Indústria alimentària[2]
L'agar té diverses aplicacions a causa de les seves propietats gelificants. La mescla de l'agar i goma de garrofí millora l'elasticitat, textura i redueix la filtració de líquids durant el procés i emmagatzematge. L'addició de sacarina i sorbitol també ajuda a retenir els líquids i que l'agar no s'assequi. També reacciona amb sucres el que millora les propietats gelificants en melmelades i gelees. Una altra aplicació alimentosa de l'agar és el seu ús en amanides de fruites com Mitsumame perquè les galledes de gel d'agar resisteixen sense fondre's.
El seu poder gelificant és la seva gran basa, perquè, amb molt poca pols de gelatina en una proporció d'aigua abundant, dona lloc a una gelatina molt dura i compacta; en calent gelifica, a diferència de la gelatina de cues de peix que ha d'estar completament freda perquè qualli.
L'agar s'utilitza en aliments com el yoke, una gelatina que es consumeix generalment en la cerimònia del te. Per a preparar-ho es dissol l'agar en aigua bullent amb sucre i després de refredar s'afegeix un puré amb àcid amb les aromes i colorants.
També s'utilitza per a preparar unes postres tradicionals argentí anomenat dulce de batata, que aquest compost per terrossos de sucre, glucosa, agar, goma de garrofí i moniato.

### Ciències biològiques
En l’apartat de composició química hem observat que l’agarosa i l’agaropectina són els principals components responsables de les propietats de l’agar i, en conseqüència, les seves aplicacions.
L’agarosa és el polisacàrid que més destaca, ja que les seves característiques la fan ser una eina útil en moltes tècniques de laboratori com l’electroforesi en gel d’agarosa, les cromatografies, en diverses tècniques d’immunologia i en la immobilització de cèl·lules o enzims. En canvi, l’agaropectina és més habitual en mètodes d’anàlisi basats en propietats elèctriques.

#### Microbiologia, Biotecnologia, Bioquímica i Biomedicina
La microbiologia, la biotecnologia i la bioquímica són els camps on més s'utilitza l’agar. El podem trobar com a medi de cultiu sòlid a les plaques de Petri o en solució, ja que no té valor nutritiu per als microorganismes (bacteris i fongs). Si l’enriquim amb nutrients ens permet fer un creixement selectiu (permet seleccionar el creixement d'una espècie o grup determinat) o diferencial (permet distingir entre els microorganismes que cultivem). Destaquen l'Agar eosina-azul de metileno (EMB) i l'Agar MacConkey (per seleccionar bacteris gram-negatius i té un colorant que indica si el bacteri és fermentat de lactosa o no). També s'utilitza en anàlisis enzimàtics.
En biomedicina destaca per utilitzar-se com a medi de cultiu.

#### Medicina
En medicina s'utilitza com a medi de cultiu, en medicina regenerativa, en l'enginyeria de teixits com a estabilitzant en transportar i emmagatzemar teixits i en tècniques d’immunologia.

### Salut[21]
L’agar no contribueix a un augment de l’aportació calòrica i provoca la sensació de sacietat, és per això que és recomanat per molts dietistes quan es vol fer un pla per aprimar-se, com la dieta Kanten. La sacietat es deu a l’alta quantitat de líquid que l’agar absorbeix dins l’estómac.
També actua a escala gastrointestinal. Com que és ric en fibres, aquestes li atribueixen unes propietats digestives beneficioses, ja que ajuden a eliminar restes de l'estómac i l'intestí i, en conseqüència, a regular el restrenyiment i a evitar un mal d’estómac. És per això que quan no anem sovint de ventre ens recomanen que mengem aliments alts en fibra.
A més, ajuda a la regulació dels nivells de colesterol i triglicèrids, que en concentracions elevades poden ser perjudicials per a la nostra salut i, a la regulació dels nivells plasmàtics de sucre, fent que no hi hagi una quantitat en excés a la sang.
Com que l’agar és un producte vegetal, aquest s'inclou en moltes dietes veganes i vegetarianes com a substitut de la gelatina d’origen animal. No s'ingereix com a gelatina en si, sinó que és utilitzat de diferents formes, especialment com a estabilitzador o com a espessidor.
No obstant això, l’agar és ric en molts micronutrients essencials com ara el ferro, el iode, el magnesi, el calci, el potassi i vitamines. El iode és el component principal necessari per a la regulació correcte de la funció de les glàndules tiroides, cosa que li permet ser un recurs ideal per les persones que pateixen hipotiroïdisme. El calci i les vitamines li permeten contribuir a una millor composició i desenvolupament dels ossos del cos humà.
Altrament, l’agar pot ser beneficiós per a les embarassades o en període de lactància.

### Cosmètica
L'agar en la cosmètica s'utilitza per a preparar màscares facials i capil·lars gràcies a les seves propietats gelificants i emulsionants. També es pot utilitzar en productes hidratants per la seva capacitat de retenir l'aigua.
A més, l'agar no afegeix greixos al cosmètic el que és important a tenir en compte a l'hora de desenvolupar productes per a la pell.
L'agar no és tòxic ni irritant, per la qual cosa els productes cosmètics que el contenen poden ser utilitzats per un rang ampli de persones que puguin tenir algun tipus de sensibilitat en la pell.

### Plantes i cultius vegetals
Un dels beneficis de l'agar és el seu poder de retenció de l'aigua i nutrients, per la qual cosa és ideal utilitzar-lo com a medi de cultiu per a fomentar el creixement de cèl·lules i teixits vegetals. També ajuda a la ventilació del sòl per què evita que la terra es compacti. Com que té la capacitat de retenir aigua i nutrients pot ser útil per mantenir la hidratació dels esqueixos i dels sòls pobres en matèria orgànica, cosa que permet un millor desenvolupament, per exemple, de les arrels de la planta.
Una altra de les seves aplicacions en la jardineria és el seu ús com a mitjà per a la germinació de llavors, com un suport que manté la humitat perquè puguin créixer.
Un factor limitant dels cultius són els paràsits que poden cohabitar amb la planta. Si coneixem quins paràsits li aporten beneficis a la planta podem fer cultius d’aquests microorganismes, normalment fongs o micorrizes.
Igual que la medicina, l’agar també permet un millor transport i emmagatzematge, sigui de teixits o d’òrgans.